# Eslövsgotik

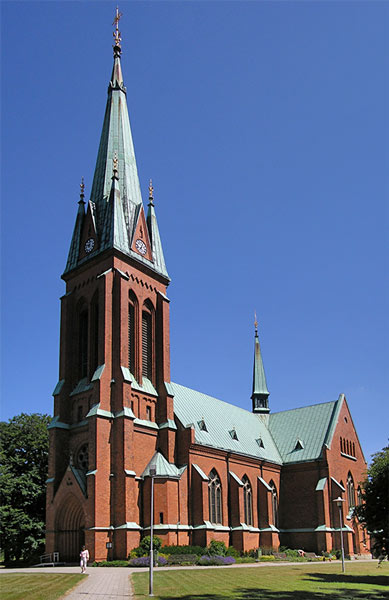
Eslövs kyrka

Eslövsgotik är ett arkitektoniskt begrepp för den stil hos ett antal högresta kyrkobyggnader i tegel som uppfördes kring sekelskiftet 1900 i bland annat Skåne i nygotisk stil. Termen är nedsättande då de röda tegelkyrkorna ansågs sakna värde och stilen vara osvensk.
Begreppet eslövsgotik utgår från Eslövs kyrka från 1891, ritad av Carl Möller. Även Helgo Zettervall förknippas med stilen.